# Вынисцы
Вы́нищи (Vynіščy; бел. Вынішчы), до 2006 года — Вынисцы (Vyniscy; Вынисцы) — деревня в Слуцком районе Минской области. Входит в состав Покрашевского сельсовета.

## История
Во времена, когда слуцкие земли входили в состав Великого княжества Литовского, группа поляков была выселена из Польши за проступки и поселилась отдельно в Слуцком княжестве. Тогда же деревня получила своё первоначальное название — Вынисцы.
Часовня упоминается с 1745 года.
До 1924 года входил в состав Греской волости Слуцкого уезда Минской губернии.
В 1926 году упоминается школа. Обучение проводилось на белорусском или на польском языках.
В июне 1941 года деревня попала под немецкую оккупацию. 19 февраля 1943 года в селе установили пять крестов. Уже 23 февраля было сожжено 9 деревень, а Вынисцы уцелели. С тех пор каждый год 19 февраля жители стали ходить по селу, подходить к каждому кресту и просить Бога уберечь их от войны. В июле 1944 года деревня была освобождена Красной армией.
К крестам в Вынисцах и окрестных сёлах отношение особое: каждый верующий время от времени повязывает на крест яркий платок с вышитым на нём крестиком.
В 1993 году был построен новый костёл.
В 2006 году деревня Вынисцы была переименована в Вынищи.

## Население
| Год     | мужчина |
| ------- | ------- |
| 1897 г. | 508     |
| 1924 г. | 690     |
| 1998 г. | 276     |

### Религиозный состав населения
В 1857 году в селе проживал 181 католик.
Согласно переписи населения 1897 года, в селе проживало 107 человек православного вероисповедания, 387 человек католического вероисповедания.

## Достопримечательности

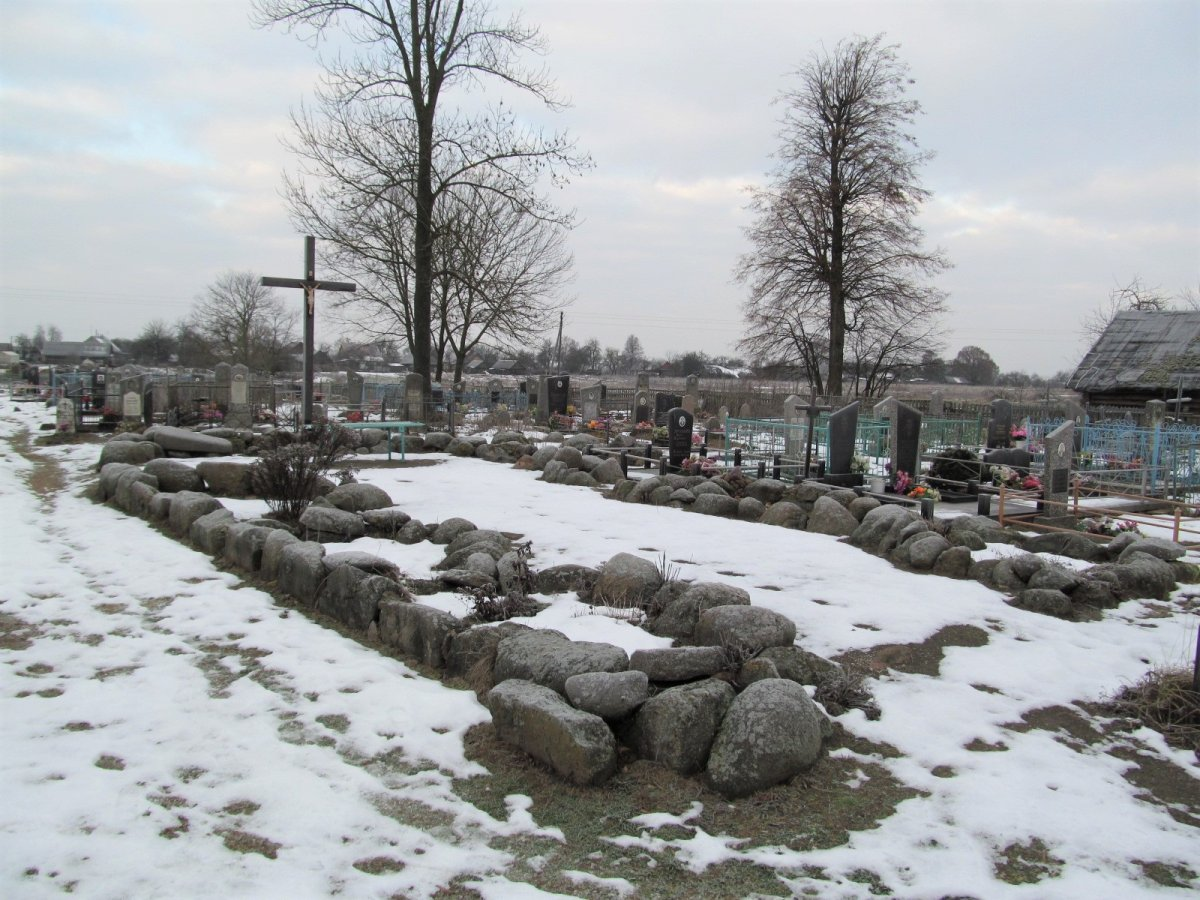
Кладбище

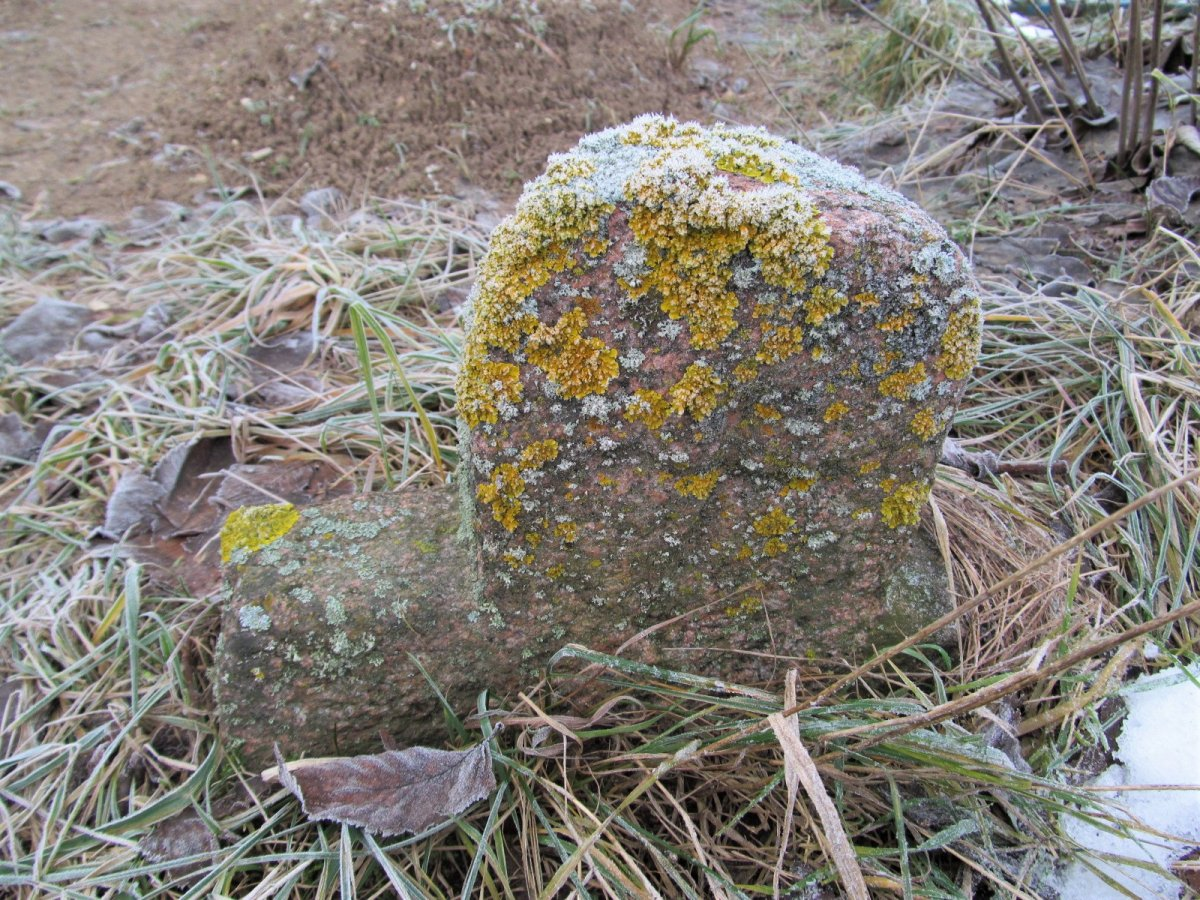
Каменный крест

- Католическая часовня на кладбище (после 1990 года)
- Надгробная часовня
- Каменные кресты